# مارتين أوبتز
مارتين أوبتز (بالألمانية: Martin Opitz) هو كاتب وشاعر وأديب ألماني، ولد عام 1597 في بونزلاو بمقاطعة شليزين، ومات في عام 1639 في مدينة دانزيج. درس أوبتز في المدرسة اللاتينية ثم في المدرسة الثانوية وأخيراً درس في مدينة فرانكفورت على نهر الأودر ومدينة هايدلبرغ. وفي عام 1625 نُصِّبَ شاعراً. والفترة من 1626 حتى 1632 كان سكرتيراً ورئيساً لديوان القصر عند دوق دونا. قام بالعديد من الرحلات. وفي عام 1637 أصبح مؤرخاً للبلاط ثم سكرتيراً لملك بولندا في دانزيج حيث مات هناك بمرض الطاعون.

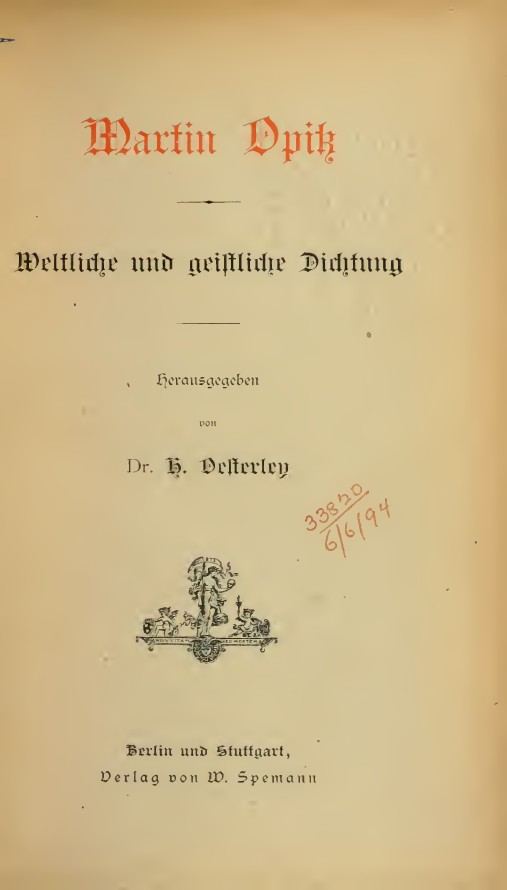
Weltliche und geistliche Dichtung (1888)

## أعماله
- كتاب عن فن الشعر الألماني «Buch von der Deutschen Poetry» (عام 1624).
- أشعار ألمانية ضد التحقير من شأن اللغة الألمانية «Teutsche Poemata und Aristarchus Wieder die Sprach» (عام 1624).
- رواية رعوية عن الحورية هرسنية «Schäferei von der Nymphen» (عام 1630).

## روابط خارجية
- مارتين أوبتز على موقع الموسوعة البريطانية (الإنجليزية)
- مارتين أوبتز على موقع ميوزك برينز (الإنجليزية)
- مارتين أوبتز على موقع ديسكوغز (الإنجليزية)